# Mathilde de Hesse
Mathilde de Hesse (en allemand : Mechthild), née le 4 juillet 1473 et morte le 19 février 1505 à Cologne, est une princesse de la maison de Hesse, fille du landgrave Henri III et d'Anne de Katzenelnbogen.

## Biographie
Née au château de Blankenstein près de Gladenbach en Hesse, Mathilde est la fille cadette de Henri III, dit le Riche (1441-1483), landgrave de Hesse à Marbourg et de son épouse Anne (1443-1494), fille du comte Philippe de Katzenelnbogen. Après la mort de leur père, son frère Guillaume III de Hesse succède dans le landgraviat ; à la mort du comte Philippe en 1479, il reçut également le comté de Katzenelnbogen.
À l'âge de huit ans, elle est fiancée avec le nouveau duc Jean II de Clèves, dit le Clément (1458-1521), fils de Jean Ier de Clèves et d'Élisabeth de Nevers. Ils se marièrent le 3 novembre 1489 à Soest, après que Jean avait reçu la Rose d'or des mains du pape Innocent VIII. Jean et Mathilde eurent quatre enfants :
- Hermann dit le bâtard de Clèves (né en 1485) qui épousa Léonarde Perreau (fille de Jeanne de Corbigny et Adrien Perreau). Une de leurs filles, Léonarde, épousera Pierre de Blanchefort. C'est son frère Jean, cadet mais légitime, qui portera le titre ;
- Jean III (1490-1539), qui succéda à son père en 1521. Il était déjà devenu duc de Juliers et de Berg  en 1511, par son mariage avec Marie de Juliers-Berg ;
- Anna (1495-1567), qui épousa en 1518 le comte Philippe II de Waldeck-Eisenberg ;
- Adolf (1498-1525)

Mathilde est inhumée dans l'église paroissiale de Clèves, aux côtés de son mari.